# Lori à masque rouge
Parvipsitta pusilla
Espèce
Statut de conservation UICN

 LC  : Préoccupation mineure
Statut CITES
Le Lori à masque rouge (Glossopsitta pusilla, syn. Parvipsitta pusilla) est une espèce d'oiseau appartenant à la famille des Psittacidae.

## Description
Cette espèce ressemble au Lori à bandeau rouge mais ne mesure que 15 cm. Son plumage est vert avec un masque facial rouge et un collier brun sur la nuque. Son bec et ses pattes sont foncés.

## Répartition
Cet oiseau vit dans le sud-est de l'Australie.

## Comportement
Cet oiseau a un comportement très proche de celui du Lori à bandeau rouge.

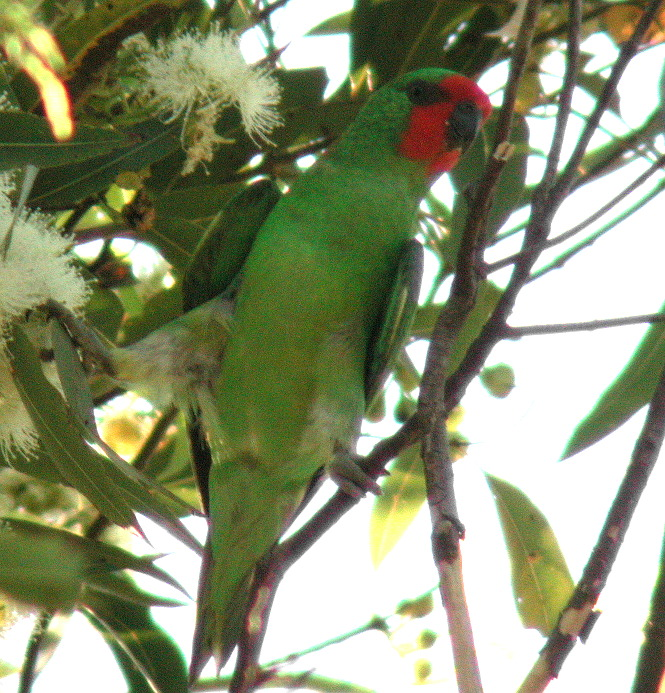
Lori à bandeau rouge dans le Queensland

## Reproduction
Il se reproduit d'août à novembre ou décembre, mais parfois dès mai dans le Queensland. Il fait une seule nichée par an. Il fabrique son nid dans le creux d'un tronc d'arbre, comme le loriquet à tête bleue, l'entrée étant cependant plus petite et constituée par l'emplacement d'un ancien nœud dans le bois. Les œufs, au nombre de trois ou quatre, parfois deux, rarement cinq, sont déposés sur un lit de copeaux de bois. Ils sont blancs mat, de forme ronde, mesurant environ 20 mm x 17 mm.